# Galactia striata
Galactia striata là một loài thực vật có hoa trong họ Đậu. Loài này được (Jacq.) Urb. miêu tả khoa học đầu tiên.

## Hình ảnh

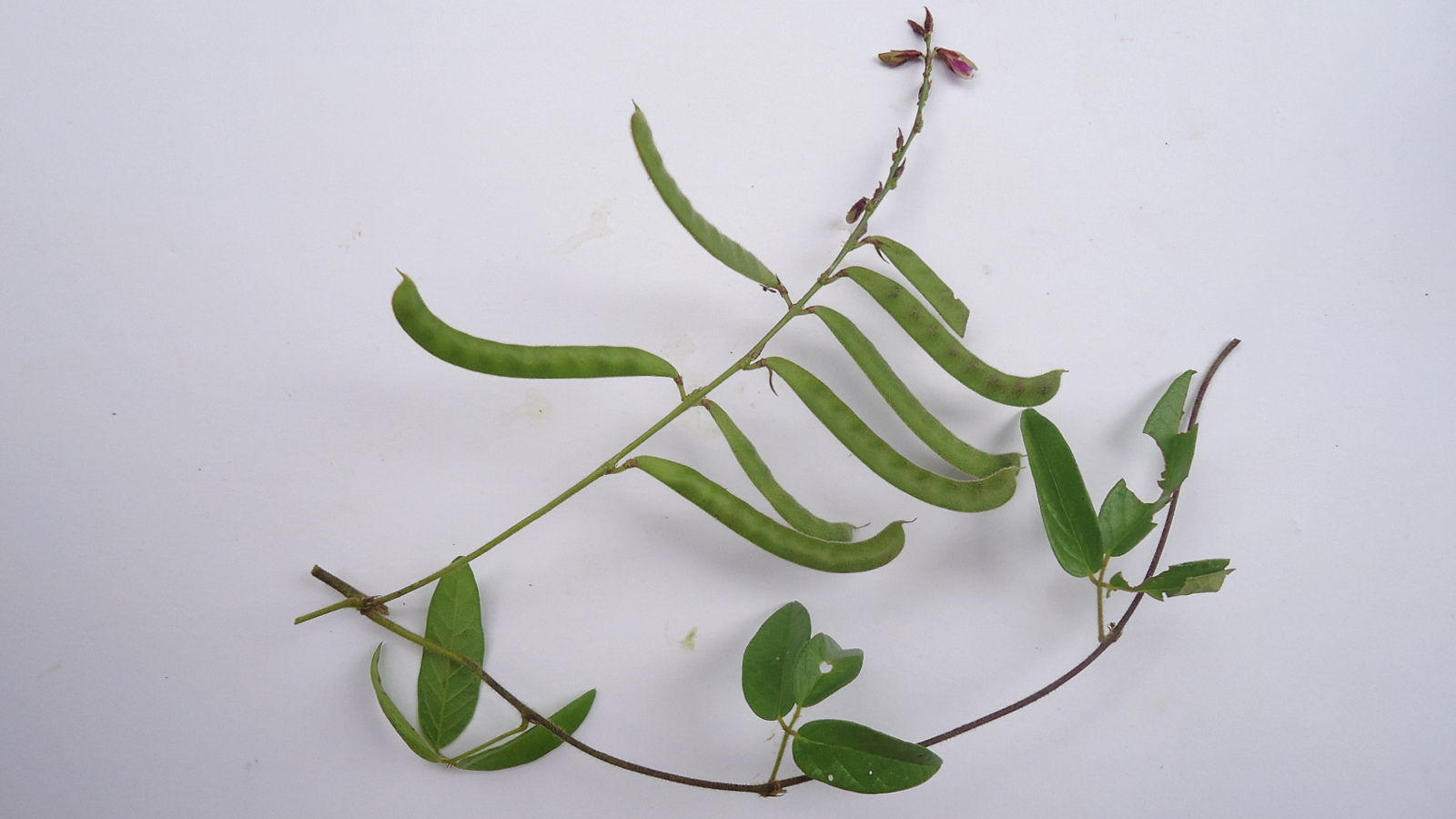
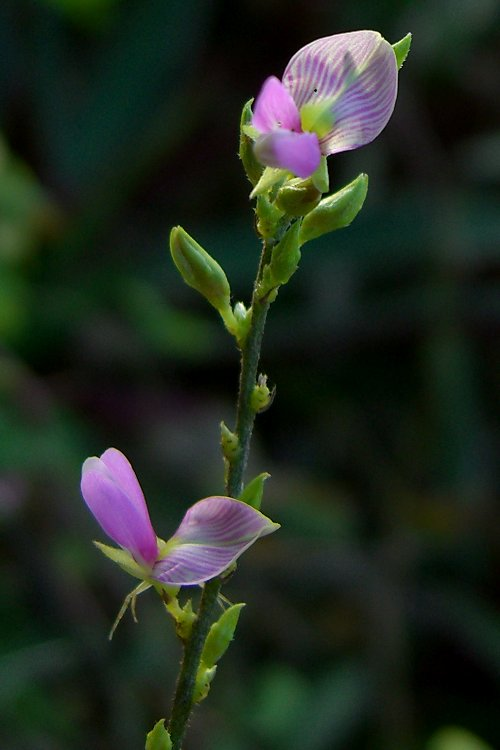